# Hình tượng nghệ thuật
Hình tượng nghệ thuật (tiếng Anh: image) là sản phẩm của phương thức chiếm lĩnh, thể hiện và tái tạo hiện thực theo quy luật của tưởng tượng, hư cấu nghệ thuật.
Nghệ sĩ sáng tạo ra tác phẩm là để nhận thức và cắt nghĩa đời sống, thể hiện tư tưởng và tình cảm của mình, giúp con người thể nghiệm ý vị của cuộc đời và lĩnh hội mọi quan hệ có ý nghĩa muôn màu muôn vẻ của bản thân và thế giới xung quanh. Nhưng khác với các nhà khoa học, nghệ sĩ không diễn đạt trực tiếp ý nghĩ và tình cảm bằng khái niệm trừu tượng, bằng định lí, công thức mà bằng hình tượng, nghĩa là bằng cách làm sống lại một cách cụ thể và gợi cảm những sự việc, những hiện tượng đáng làm ta suy nghĩ về tính cách và số phận, về tình đời, tình người qua một chất liệu cụ thể.
Như vậy, hình tượng nghệ thuật chính là các khách thể đời sống được nghệ sĩ tái hiện bằng tưởng tượng sáng tạo trong những tác phẩm nghệ thuật. Giá trị trực quan độc lập là đặc điểm quan trọng của hình tượng nghệ thuật. Bằng chất liệu cụ thể, nó làm cho người ta có thể ngấm nghía, thưởng ngoạn, tưởng tượng. Đó có thể là một đồ vật, một phong cảnh thiên nhiên hay một sự kiện xã hội được cảm nhận. Hình tượng có thể tồn tại qua chất liệu vật chất nhưng giá trị của nó là ở phương diện tinh thần. Nhưng nói tới hình tượng nghệ thuật người ta thường nghĩ tới hình tượng con người, bao gồm cả hình tượng một tập thể người (như hình tượng nhân dân hoặc hình tượng Tổ quốc) với những chi tiết biểu hiện cảm tính phong phú.
Đến với nghệ thuật, ta như được chứng kiến, được sống cuộc sống trong tác phẩm, ta ghi nhớ Chí Phèo vì cái mặt lằn dọc lằn ngang đầy những sẹo của hán, vì "bao giờ cũng thế, cứ rượu xong là hắn chửi", vì cách uống của hắn, vì những cuộc rạch mặt ăn vạ, vì "mối tình" của hắn với Thị Nở, vì nỗi buồn khi tỉnh rượu và cuộc trả thù đẫm máu.
Hình tượng nghệ thuật tái hiện đời sống, nhưng không phải sao chép y nguyên những hiện tượng có thật, mà là tái hiện có chọn lọc, sáng tạo thông qua trí tưởng tượng và tài năng của nghệ sĩ, sao cho các hình tượng truyền lại được ấn tượng sâu sắc, từng làm cho nghệ sĩ day dứt. trăn trở cho người khác. Hình tượng nghệ thuật vừa có giá trị thể hiện những nét cụ thể, cá biệt không lặp lại, lại vừa có khả năng khái quát, làm bộc lộ được bản chất của một loại người hay một quá trình đời sống theo quan niệm của nghệ sĩ. Hình tượng nghệ thuật không phải phản ánh các khách thể thực tại tự nó, mà thể hiện toàn bộ quan niệm và cảm thụ sống động của chủ thế đối với thực tại. Người đọc không chỉ thưởng thức "bức tranh" hiện thực, mà còn thưởng thức cả nét vẽ, sắc màu, cả nụ cười, sự suy tư ẩn trong bức tranh ấy. Hình tượng nghệ thuật thể hiện tập trung các giá trị nhân học và thẩm mỹ của nghệ thuật.
Vì những lẽ trên, cấu trúc của hình tượng nghệ thuật bao giờ cũng là sự thống nhất cao dộ giữa các mặt đối lập: chủ quan và khách quan, lí trí và tình cảm, cá biệt và khái quát, hiện thực và lí tưởng, tạo hình và biểu hiện, hữu hình và vô hình. Và cũng chính vì những lẽ trên, hình tượng còn là một quan hệ xã hội – thẩm mỹ vô cùng phức tạp. Trước hết là quan hệ giữa các yếu tố và chỉnh thể của bức tranh đời sống được tái hiện qua hình tượng. Thứ đến là quan hệ giữa thế giới nghệ thuật với thực tại mà nó phản ánh. Về phương diện này, hình tượng không chỉ tái hiện đời sống mà còn cải biến nó để tạo ra một thế giới mới, chưa từng có trong hiện thực. Đó còn là quan hệ giữa tác giả với hình tượng, với cuộc sống trong tác phẩm. Một mặt, hình tượng là hình thức, là kí hiệu của một tư tưởng, tình cảm, một nội dung nhất định, là sản phẩm sáng tạo của nghệ sĩ. Mặt khác, hình tượng lại là một khách thể tinh thần có cuộc sống riêng, không phụ thuộc vào ý muốn. Và cuối cùng là quan hệ giữa tác giả, tác phẩm với công chúng của nghệ thuật, giữa hình tượng với ngôn ngữ của một nền văn hoá.
Mỗi một loại hình nghệ thuật sử dụng một loại chất liệu riêng biệt đi xây dựng hình tượng. Chất liệu của hội họa là đường nét, màu sắc, của kiến trúc là mảng khối, của âm nhạc là giai điệu, âm thanh. Văn học lấy ngôn từ làm chất liệu. Hình tượng nghệ thuật là hình tượng ngôn từ.